# Lispocephala odonta
Lispocephala odonta este o specie de muște din genul Lispocephala, familia Muscidae, descrisă de Hsue în anul 1981. Conform Catalogue of Life specia Lispocephala odonta nu are subspecii cunoscute.